# Castlevania: Order of Ecclesia
Castlevania: Order of Ecclesia, in Giappone Akuma jō Dracula: Ubawareta kokuin (悪魔城ドラキュラ 奪われた刻印?, Akuma jō Dorakyura: Ubawareta kokuin, lett. "Dracula del castello del Diavolo: Il sigillo rubato"), è un videogioco a piattaforme sviluppato e pubblicato da Konami, nonché il terzo episodio della serie di Castlevania distribuito per Nintendo DS.

## Trama
Castlevania: Order of Ecclesia è ambientato dopo Castlevania: Symphony of the Night, intorno alla metà dell'Ottocento. Dopo la scomparsa dei Belmont, non vi è più nessuno ad ostacolare Dracula e il suo esercito di mostri si espande così per tutta la terra. Diversi gruppi di persone si formano per combattere Dracula, e quello che ha più successo, soprattutto grazie alla ragazza di nome Shanoa, è l'ordine di Ecclesia.
Shanoa viene scelta dal capo dell'ordine, Barlowe, come portatrice del "Dominus", un potentissimo glifo magico che racchiude i poteri di Dracula. Barlowe dà quindi inizio a un rito che avrebbe conferito il potere del Dominus alla promettente ragazza. Nonostante tutto, Albus, amico e fratello adottivo di Shanoa, anch'esso membro dell'ordine, interrompe il rituale e porta via i tre glifi necessari a formare il Dominus: questo perché doveva essere Albus il portatore del Dominus, mentre invece Barlowe ha scelto lei, non mantenendo la promessa fatta ad Albus. Nel trambusto però Shanoa perde la memoria e quindi il maestro è costretto a riaddestrarla nell'assorbire i glifi e in tutte le tecniche di combattimento.
Shanoa inizia quindi la sua avventura per cercare di recuperare i glifi del Dominus. Durante il suo viaggio, la ragazza si ritrova nel villaggio Wygol, un villaggio deserto, nel quale scopre che tutti gli abitanti erano stati rapiti da Albus e imprigionati in luoghi differenti. Pian piano viene a conoscenza del vero scopo di Albus, ovvero raccogliere dei campioni di sangue di ogni abitante del villaggio per condurre strani esperimenti.
Durante la sua avventura, Shanoa incontra Albus, che volontariamente le fa ottenere due glifi del Dominus. Sfortunatamente, Albus viene infine corrotto dal terzo glifo, divenendo un servitore di Dracula. Shanoa, anche su suggerimento di Barlowe, si vede quindi costretta a ucciderlo. Dopo la sua morte, però, Albus rimane in contatto con la sua amica sotto forma di spirito, rivelandole che i campioni di sangue gli servivano per riuscire a utilizzare il Dominus senza soccombere, dato che tutti gli abitanti erano gli ultimi discendenti del clan dei Belmont, oltre al fatto le vere intenzioni di Barlowe erano di riportare in vita Dracula, sacrificando la vita di Shanoa, ricordandole quindi di non usare il Dominus per nessun motivo, dato che usarlo la ucciderebbe.
Dopodiché, il suo spirito rimane dentro il Dominus che viene assorbito da Shanoa. La ragazza raggiunge la chiesa dell'ordine, dove affronta e sconfigge Barlowe; quest'ultimo però sacrifica la sua vita far ricomparire il castello di Dracula. Shanoa, determinata come non mai, vi si avventura: dopo aver superato i mostri che popolano il castello, riesce a raggiungere il vampiro, e ingaggia una furiosa battaglia contro di lui. Ridotto allo stremo, Dracula si appresta ad eseguire una mortale magia, ma viene eliminato in tempo da Shanoa che sfrutta a pieno il potere del Dominus. La ragazza sembra in fin di vita, quando lo spirito di Albus le spiega che non morirà, in quanto egli ha sacrificato il suo spirito per salvarle la vita dall'effetto mortale del Dominus. Prima di sparire, lo spirito di Albus chiede a Shanoa di sorridere almeno per una volta; la ragazza, in lacrime, sorride come non aveva mai fatto, e lo spirito del suo amico scompare finalmente in pace. Shanoa fugge infine dal castello che crolla su sé stesso.

## Modalità di gioco
Castlevania: Order of Ecclesia è un videogioco a piattaforme in due dimensioni, che incorpora alcuni elementi dei generi piattaforme e RPG, come la possibilità di equipaggiare oggetti e lanciare degli incantesimi. In questo gioco viene introdotto un nuovo sistema di combattimento chiamato Glyph System, che consente alla protagonista, Shanoa, di collezionare dei simboli chiamati Glifi, ottenibili sconfiggendo nemici o superando determinate missioni. Questi simboli possono essere equipaggiati sulle braccia e sulla schiena, permettendogli di acquisire poteri e abilità: per esempio, un glifo raffigurante un pugnale permette a Shanoa di lanciare dei pugnaletti. Ci sono svariati tipi di glifi, tra armi e incantesimi: alcuni di essi possono anche essere combinati per utilizzare un devastante attacco, che consuma i "cuori" anziché la magia. I glifi consumano i PM ("Punti Magia") quando vengono usati e possono essere utilizzati per risolvere alcuni rompicapi. Durante il gioco, si dovranno liberare gli abitanti di un villaggio da incantesimi e, una volta tornati al villaggio, alcuni abitanti affideranno delle missioni al giocatore, che verrà ricompensato adeguatamente dopo lo svolgimento di ognuna di esse. Nel villaggio è presente anche l'unico negozio del gioco, che viene costantemente rifornito con oggetti nuovi man mano che si prosegue nella storia. I punti di salvataggio sono rappresentati dalla statua di un angelo. Sparsi in alcuni luoghi vi sono inoltre dei distributori di cuori inesauribili.
Il gioco presenta diverse ambientazioni, come foreste, montagne e oceani. Ci sono venti luoghi in totale da esplorare, e vi si accede da una mappa. Inoltre, il gioco farà utilizzo della Nintendo Wi-Fi Connection per permettere ai giocatori di scambiarsi strumenti o per giocare insieme. Il gioco sfrutta anche la connessione tra Nintendo DS e Wii per collegarsi al gioco Castlevania Judgment in modo da sbloccare contenuti speciali per entrambi i giochi.
Al termine del gioco, vengono sbloccate diverse modalità, come la "modalità anti-boss" (in cui bisogna affrontare tutti i boss di seguito), il "Sound Test" (modalità per ascoltare le musiche e gli effetti sonori del gioco), una difficoltà di gioco più elevata e la possibilità di usare Albus nella modalità di gioco principale.
Lo scopo del gioco, come negli altri episodi della serie, è sconfiggere il conte transilvanico Dracula, questa volta definitivamente.
L'arma utilizzata è, contrariamente agli episodi, in cui si utilizzava la frusta sacra del clan dei Belmont, tragicamente scomparsa insieme al clan, il glifo più potente mai creato, talmente potente da essere stato diviso in tre parti, denominate: Odio Dominus, Rabbia Dominus e Agonia Dominus, create, molto contraddittoriamente dalle stesse spoglie di Dracula.

## Recensioni
| Rivista o sito             | Punteggio |
| -------------------------- | --------- |
| IGN                        | 9 su 10   |
| Famitsū                    | 30 su 40  |
| GamePro                    | 4 su 5    |
| Nintendo Power             | 8 su 10   |
| Compilations di recensioni |           |
| GameRankings               | 86 su 100 |

Castlevania: Order of Ecclesia ha ricevuto generalmente critiche positive dai giocatori e dai recensori, e viene lodato per il sistema di combattimento innovativo, per la grafica molto curata e per l'alto livello di difficoltà, che era decisamente ridotto nei precedenti episodi per Nintendo DS. Il gioco ha ricevuto un punteggio di 30 su 40 dalla rivista Famitsū. Il sito di videogiochi americano IGN ha premiato il gioco con un punteggio di 9.0 su 10, affermando che la prima metà del gioco può sembrare strana. Attualmente, il gioco ha un punteggio di 86 su 100 sul sito GameRankings, basato su quattordici recensioni esterne.